# Мартинсикуро
Мартинсикуро (итал. Martinsicuro) је насеље у Италији у округу Терамо, региону Абруцо.
Према процени из 2011. у насељу је живело 10317 становника. Насеље се налази на надморској висини од 0 м.

## Становништво
Према резултатима пописа становништва 2011. у општини је живело 15.484 становника.
| 1931. | 1936. | 1951. | 1961. | 1971. | 1981. | 1991.  | 2001.  | 2011.  |
| ----- | ----- | ----- | ----- | ----- | ----- | ------ | ------ | ------ |
| 2.606 | 2.829 | 4.664 | 6.017 | 7.799 | 9.322 | 12.078 | 13.428 | 15.484 |

## Партнерски градови
- Пуерто де ла Круз
- Мако